# Орунбаев, Хидир
Хидир Орунбаев (род. 15 июля 1937) — советский хозяйственный и государственный деятель, лауреат Государственной премии СССР за выдающиеся достижения в труде.

## Биография
В 1959—1991 годах был машинистом экскаватора, бригадир бригады экскаваторщиков рудника рудника «Орталык» производственного объединения «Каратау» Джамбульской области Казахской ССР.
За большой личный вклад в совершенствование организации производства был в составе коллектива удостоен Государственной премии СССР за выдающиеся достижения в труде 1985 года.
Делегат XIX партконференции КПСС.
Жил в Таразе.